# Barrio los Mesones
Barrio los Mesones är en ort i Mexiko.   Den ligger i kommunen Xonacatlán och delstaten Mexiko, i den sydöstra delen av landet, 40 km väster om huvudstaden Mexico City. Barrio los Mesones ligger 2 700 meter över havet och antalet invånare är 389.
Terrängen runt Barrio los Mesones är kuperad åt nordost, men åt sydväst är den platt. Runt Barrio los Mesones är det tätbefolkat, med 570 invånare per kvadratkilometer. Närmaste större samhälle är Huixquilucan, 15,1 km sydost om Barrio los Mesones. I omgivningarna runt Barrio los Mesones växer huvudsakligen savannskog.